# Hoplocryptus bellosus
Hoplocryptus bellosus är en stekelart som först beskrevs av Curtis 1837.  Hoplocryptus bellosus ingår i släktet Hoplocryptus och familjen brokparasitsteklar. Inga underarter finns listade i Catalogue of Life.